# Centro Studi Internazionali
Il Centro Studi Internazionali (CSI) è un think-tank italiano specializzato in analisi geopolitiche e delle tendenze politico-economiche globali, con sede a Napoli.

## Storia
Il Centro Studi Internazionali si costituisce formalmente e legalmente il 1 luglio 1992 presso la sua prima sede di Via Martucci in Napoli e da allora diventa il principale think-tank di relazioni internazionali della città partenopea, insieme alla sede napoletana della SIOI (attiva fino alla sua chiusura nel 2020).
Già nel 1992 il CSI avvia dei contatti con l'Ufficio Statistico della Comunità Europea (Eurostat) per la creazione di un centro di documentazione internazionale a Napoli, in particolare per documenti dell'OSCE sullo sviluppo del commercio internazionale. Nel dicembre dello stesso anno esce il primo numero del periodico del Centro, "Studi Internazionali" che verrà poi rifondato nel 2020 con il nome di "CSI Review".
I primi anni sono caratterizzati da intense attività convegnistiche e seminariali con rappresentanze diplomatiche straniere in Italia, in particolare dei Paesi Baltici, tra Napoli e Roma. Nei primi anni del secondo millennio sono diversi gli eventi svolti sui temi dei diritti umani realizzati in collaborazione con enti quali la Lega Italiana dei Diritti dell'Uomo, l'Istituto Italiano di Scienze Sociali, l'Istituto Italiano per gli Studi Filosofici ed Amnesty International. Diverse pubblicazioni verranno realizzate dal Centro, in particolare tra il 1999 ed il 2006, su temi storici, demografici e delle scienze sociali.
Nel 2003 il Presidente Prof. Antonio Virgili conferirà personalmente a Roma, per la prima volta, il Premio del Centro Studi Internazionali a S.S. il Dalai Lama Tenzin Gyatso, già Premio Nobel per la Pace, per il contributo dato agli ideali di convivenza internazionale pacifica.
Grande attenzione è sempre stata rivolta ai più giovani. Numerose sono le attività svolte presso scuole secondarie di secondo grado per avvicinare gli studenti alle tematiche internazionali, in particolar modo tra il 2004 ed il 2016.
Per le sue attività il Centro Studi Internazionali è stato inserito, nel gennaio del 2006, nell'Anagrafe Nazionale delle Ricerche del Ministero dell'Istruzione, dell'Università e della Ricerca per la ricerca scientifica e tecnologica.
Nel 2016 il Centro entra nel network internazionale Academic Impact dell'Organizzazione delle Nazioni Unite, iniziativa che mette insieme enti universitari e di ricerca volto alla promozione della tutela ai diritti umani ed allo studio. Nello stesso anno si sottoscrive una partnership con la Lazarus Union ed il Corpo Italiano di San Lazzaro per svolgere, sempre nelle scuole, il progetto "GirlUp" della United Nations Foundation.
Tra il 2019 ed il 2020 il CSI si è rinnovato con una gestione giovane da parte di dottorandi, giovani professionisti e ricercatori per dare un nuovo slancio alle attività del Centro focalizzando le attività sulla ricerca, l'analisi e la comunicazione. In breve tempo il CSI riprende la usuale vitalità, ciò dimostrato da numerose partnership finalizzate nei primi mesi di rinnovo e da una presenza social più diffusa. Tra le attività degli ultimi anni si segnalano audizioni con la Presidenza del Consiglio dei Ministri e la partecipazione al Forum Economico di Krynica, nel quale il Centro figura tra i partner dell'edizione 2021 e 2022.

## Attività
Il Centro svolge attività di analisi, consulenza ed informazione sui temi legati principalmente alla geopolitica, relazioni internazionali, difesa ed economia. Le attività di ricerca del Centro si articolano in osservatori (Unione europea, politica estera italiana, elections hub).
Tra il 2022 ed il 2023 il CSI ha promosso il progetto Erasmus+ co-finanziato dalla Commissione europea e dall'Agenzia Nazionale Giovani dal titolo "SustainEU - Embracing the Digital and Green challenge of Next generations". Il progetto ha visto lo sviluppo di diversi workshops in Europa volti ad avvicinare i giovani alle tematiche della sostenibilità e della digitalizzazione.
Dal 2023 è attivo l'Osservatorio sulla Cooperazione Internazionale allo Sviluppo Sostenibile (OCISS) realizzato in collaborazione con l'Università degli Studi di Salerno.